# ¡A la caza del cuadro!
¡A la caza del cuadro! est une bande dessinée espagnole illustrée par Francisco Ibáñez, appartenant à la franchise Mortadel et Filémon, éditée en 1971.

## Synopsis
Le Pr Bacterio vend sa collection de tableaux. Dans l'un de ces tableaux, le super-intendant avait caché un document top secret, mais il ne se souvient plus dans lequel il l'avait caché. Mortadel et Filémon doivent se rendre chez les acheteurs et chercher le document dans chaque tableau sans que les propriétaires ne le découvrent. Finalement, le document s'avère être une formule pour préparer du merlan au goût de merlu.